# Dajia (Taichung)
Dajia (chinesisch 大甲區, Pinyin Dàjiǎ Qū, Pe̍h-ōe-jī Tāi-kah-khu) ist ein Bezirk (區,  Qū) der Stadt Taichung auf Taiwan, Republik China.

## Lage
Dajia liegt im Nordwesten des Stadtgebiets von Taichung an der Küste Taiwans zur Formosastraße. Der Bezirk hat ungefähr die Form eines Winkelmaßes mit den Kantenlängen 8 und 10 km und einem spitzen 4 km langen Ausläufer nach Osten. Durch den Da’an-Fluss (大安溪 – „Da’an Xi“) wird das Bezirksgebiet in einem nördlichen (Xibei, 溪北地區) und einen südlichen (Xinan, 溪南地區) Teil unterteilt. Xinan bildet dabei das wirtschaftliche Zentrum und den Bevölkerungsschwerpunkt. Im Süden bildet der Dajia-Fluss die Grenze Xinans bzw. des Bezirks. Xinan wird durch die Houli-Terrasse (后里台地) geprägt, einer rechteckige Terrasse zwischen den Unterläufen der Dajia- und Da’an-Flüsse, die im Gebiet von Dajia eine Höhe von etwa 100 m erreicht.
Das Klima Dajias entspricht einem warmen subtropischen Monsunklima der zentralen Küstenebene Taiwans mit einer Jahresmitteltemperatur von etwa 24 °C. Die Sommer sind heiß und regenreich, und die Winter trocken und windig. Der Niederschlag in den Monaten Mai bis August liegt bei etwa 1000 mm, was etwa zwei Drittel des Jahresniederschlags entspricht.

## Geschichte
Die ursprünglichen Bewohner der Gegend waren Austronesier aus der Ethnie der Taokas. Ab dem Jahr 1669 – noch zur Zeit der Herrschaft Zheng Chenggongs – kamen erste chinesische Siedler und Soldaten in die Gegend. Ab 1701 setzte eine verstärkte chinesische Einwanderung ein, vorwiegend aus der Provinz Fujian und der Gegend von Quanzhou. Die bäuerliche Besiedlung hing entscheidend mit der Erschließung der Wasserressourcen und dem Bau von Bewässerungskanälen zusammen. Mit zunehmender Bevölkerung entwickelte sich Dajia zu einem kleinen Handelszentrum und Verkehrsknotenpunkt an der Küste. Diese Entwicklung setzte sich während der Zeit der japanischen Herrschaft (1895 bis 1945) fort und wurde durch den Anschluss an die Eisenbahn verstärkt. Nach 1945 kam Taiwan an die Republik China und Dajia wurde als Stadtgemeinde (鎮,  Zhèn) im Landkreis Taichung organisiert. 2010 wurde der ganze Landkreis in die Stadt Taichung eingemeindet und Dajia erhielt zusammen mit den anderen Landkreisgemeinden den Status eines Stadtbezirks (區,  Qū).

## Bevölkerung
Im September 2021 lebten 319 Angehörige indigener Völker (ganz überwiegend Amis, Atayal und Bunun) im Bezirk, entsprechend einem Bevölkerungsanteil von 0,4 %.
| Gliederung von Dajia |
|                      |

## Verwaltungsgliederung

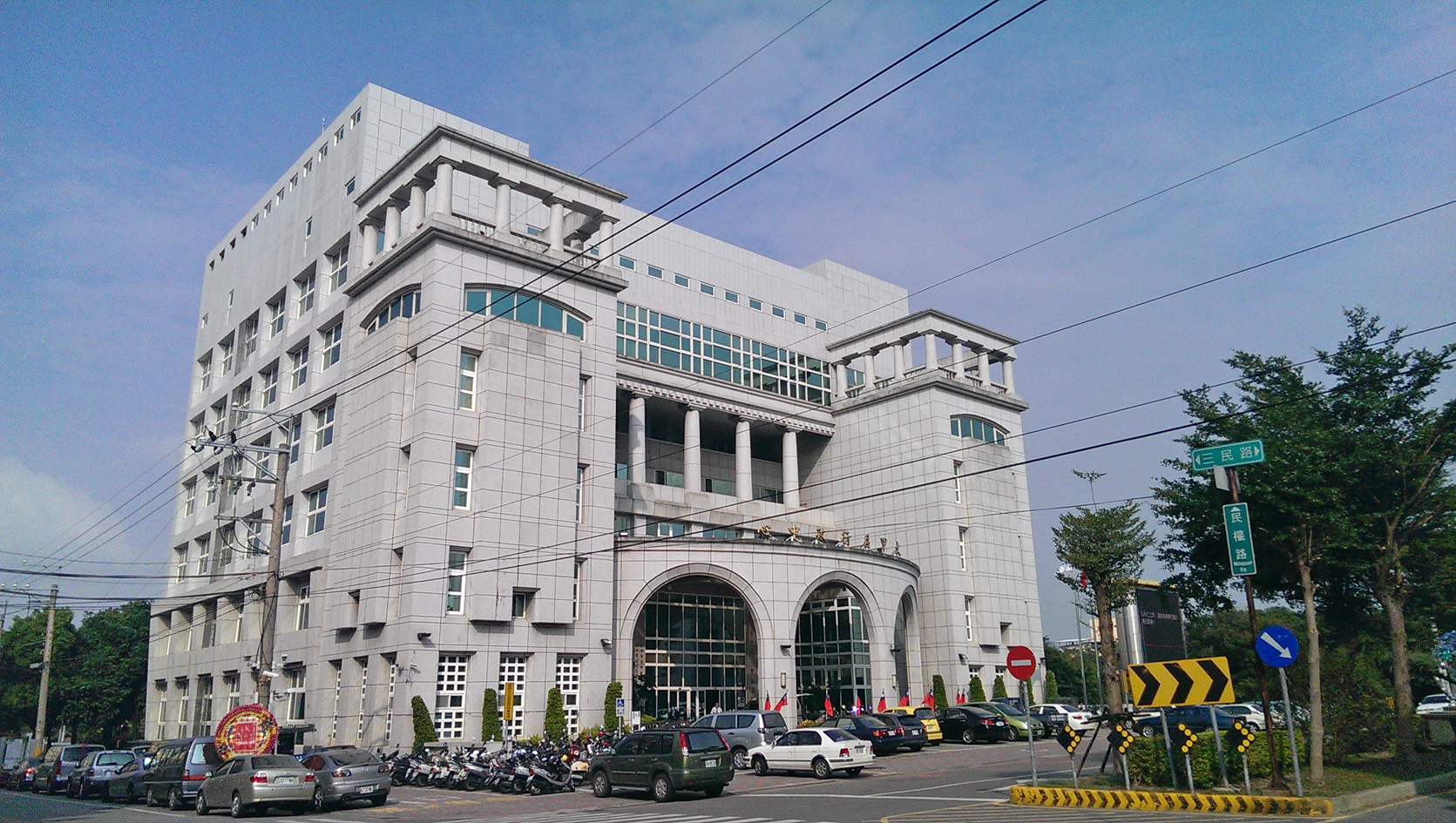
Sitz der Bezirksverwaltung von Dajia

Dajia ist in 29 Ortsteile (里, Li) unterteilt:
1 Wenqu  (文曲里)

2 Wuling  (武陵里)

3 Yihe  (義和里)

4 Xinmei  (新美里)

5 Shuntian  (順天里)

6 Xuenfeng  (薰風里)

7 Nanyang  (南陽里)

8 Zhongshan  (中山里)

9 Dajia  (大甲里)

10 Zhaoyang  (朝陽里)

11 Minshan  (岷山里)

12 Wenwu  (文武里)

13 Kongmen  (孔門里)

14 Ping’an  (平安里)

15 Zhuangmei  (庄美里)

16 Wuqu  (武曲里)

17 Fenghua  (奉化里)

18 Dehua  (德化里)

19 Jiangnan  (江南里)

20 Dingdian  (頂店里)

21 Taibai  (太白里)

22 Xingfu  (幸福里)

23 Mengchun  (孟春里)

24 Rinan  (日南里)

25 Longquan  (龍泉里)

26 Jianxing  (建興里)

27 Xiqi  (西岐里)

28 Tong’an  (銅安里)

29 Fude  (福德里)

## Wirtschaft
Die Hauptprodukte der Landwirtschaft sind Taro, Zwiebeln und Reis. Die früher bedeutendere Fischerei hat als Erwerbszweig nur noch geringe Bedeutung. Insbesondere seit den 1970er Jahren nahm die Zahl der Industriebetriebe zu, bzw. die Ansiedlung von Industrien wurde durch Einrichtung von Gewerbegebieten gefördert (1975 Youshi-Industriegebiet, 幼獅工業區,  Yòushī gōngyè qū – „Junglöwen-Industriegebiet“, ein Industriegebiet für Jungunternehmer, ). Schwerpunktmäßig waren dies kunststoff- oder metallverarbeitende sowie Textilbetriebe. 1972 wurde in Dajia der Fahrradhersteller Giant gegründet, der mittlerweile zu den weltgrößten Unternehmen in seinem Sektor zählt.

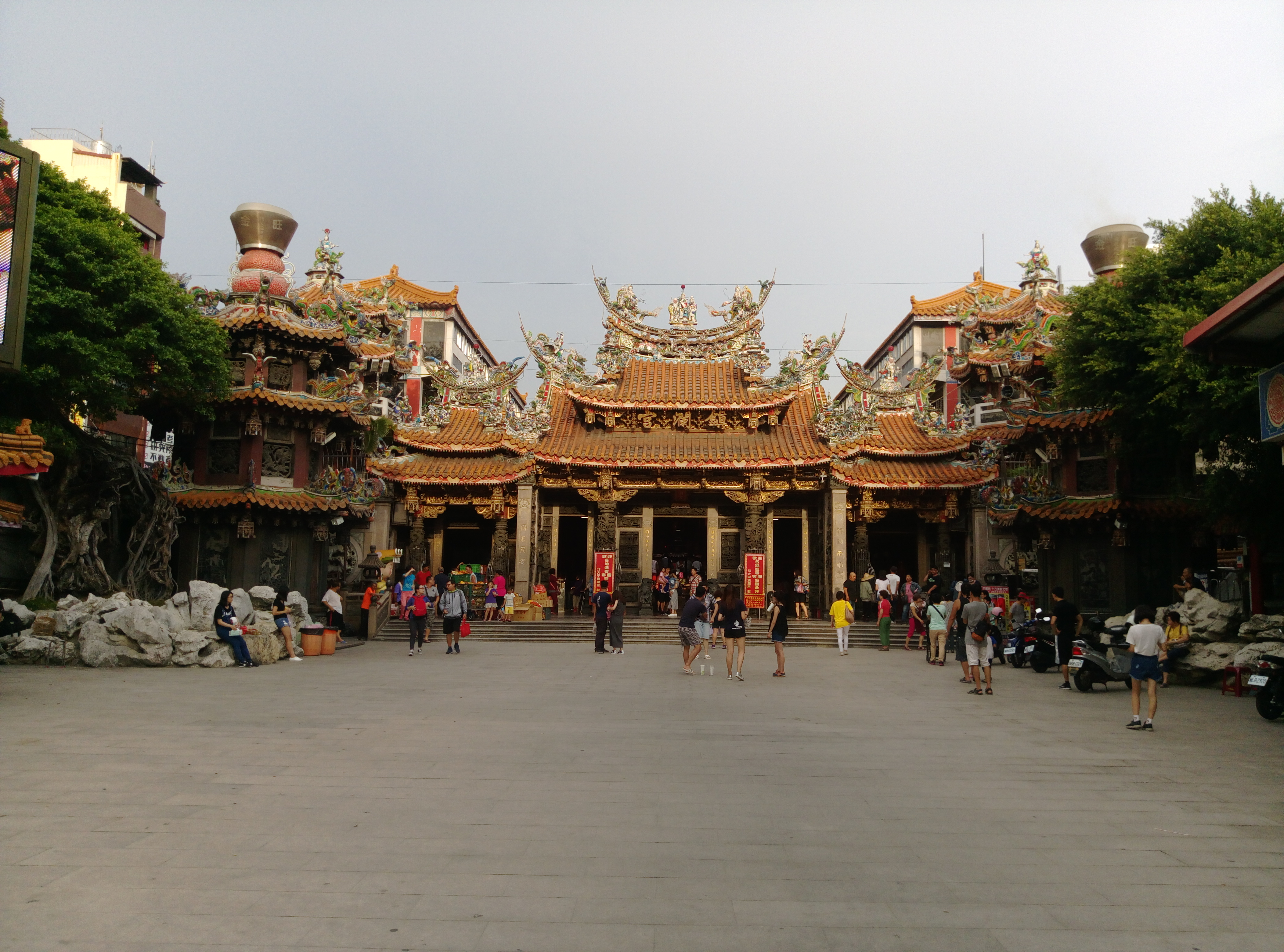
Jenn-Lann-Tempel

Pilger im Zhenlan-Tempel

## Verkehr
Die drei wichtigsten Straßenverbindungen sind die Provinzstraße 61, die in etwa 1 km Entfernung parallel zur Küste verläuft. Die Nationalstraße 3 (Autobahn) durchquert den nördlichen Abschnitt des Bezirks und verläuft nach Überquerung des Da’an-Flusses östlich des Bezirks. Die Provinzstraße 1 verläuft durch den nördlichen Abschnitt von Dajia und nach Überquerung des Da’an-Flusses auch durch den südlichen Abschnitt bis zum Dajia-Fluss. Durch den Südteil Dajias führt die Stadtstraße 132 von der Küste in Richtung Landesinnere.
Durch den Nord- und Südteil Dajias verläuft die Küstenlinie (海線) der Taiwanischen Eisenbahn. An der Strecke befinden sich die beiden Bahnhöfe Rinan (日南車站) und Dajia (大甲車站). Außerdem verläuft die Trasse der Taiwanischen Hochgeschwindigkeitsbahn (THSR) durch den nordöstlichen Abschnitt Dajias.

## Besonderheiten

### Zhenlan-Tempel und Mazu-Pilgerfahrt
Überregional bekannt ist der Zhenlan-Tempel bzw. Jenn-Lann-Tempel (鎮瀾宮, ), ein Mazu-Tempel. Der Tempel geht auf einen im Jahr 1732 errichteten Ahnenschrein zurück, der durch Einwanderer aus Fujian begründet wurde. Die Tempelgründer brachten eine kleine Tempelstatue aus dem Mazu-Tempel der Insel Meizhou vor der Küste Fujians mit. Im Laufe seiner Geschichte wurde der Tempel mehrfach restauriert und wieder aufgebaut, zuletzt 1980 bis 1988. Der Tempel bildet den Ausgangspunkt für die alljährlich stattfindende Daja-Mazu-Pilgerfahrt. Bei diesem religiösen Großereignis im dritten Mondmonat wird eine goldene Mazu-Statue über neun Tage und acht Nächte vom Zhenlan-Tempel in Dajia zum Fengtian-Tempel in Xingang (Landkreis Chiayi) getragen. Der Pilgerzug macht dabei auf seinem Weg Richtung Süden durch Taichung und die Landkreise Changhua, Yunlin und Chiayi bei zahlreichen anderen Tempeln Halt. Ursprünglich war eine Mazu-Statue jedes Jahr in den Muttertempel nach Meizhou gebracht worden. Dies wurde jedoch zur Zeit der japanischen Herrschaft unmöglich und die Pilgerfahrt fand danach zu anderen, auf der Insel Taiwan gelegenen Mazu-Tempeln statt.

### Andere Besonderheiten
Der Sungpo-  oder Songbai-Fischereihafen (松柏漁港, ) ist nach dem Wuqi-Fischereihafen im Bezirk Qingshui der zweitgrößte in Taichung und ein Ziel von Surfern. Der etwa 13 km lange Dajia und Da’an-Fahrradweg führt zum Teil entlang der Küste, überquert den Da’an-Fluss und verbindet die beiden benachbarten Bezirke. Im Tizhenshan-Landschaftsgebiet (鐵砧山風景區, ) gibt es neben Natureindrücken eine Monumentalstatue von Zheng Chenggong zu besichtigen.